# Ion Alecsandrescu
Ion Alecsandrescu (Copăceni, 17 luglio 1928 – Bucarest, 21 giugno 2000) è stato un calciatore e dirigente sportivo rumeno.

## Palmarès

### Competizioni nazionali
- Campionato rumeno: 5

CCA Bucarest: 1951, 1953, 1956, 1959-1960, 1960-1961
- Coppa di Romania: 1

CCA Bucarest: 1955

### Individuale
- Capocannoniere del campionato rumeno: 1

1956 (18 gol)